# Péter Eötvös
Péter Eötvös (hongarès: Eötvös Péter)  (Odorheiu Secuiesc, 2 de gener de 1944 - Budapest, 24 de març de 2024) fou un compositor i director hongarès. Eötvös va estar sempre molt vinculat a la tradició musical del seu país i es considera el continuador de l'obra de Béla Bartók, Zoltán Kodály, György Kurtág o Ligeti.
Va estudiar composició a l'Acadèmia Ferenc Liszt de Budapest i direcció a la Hochschule für Musik de Colònia. El 1991 va fundar la International Eötvös Institute an Foundation, i el 2004 l'Eötvös Contemporary Music Foundation a Budapest per a joves compositors i directors. La seva música està editada per l'editorial Editio Musica (Budapest), Ricordi (Múnic), Salabert (París) i Schott Music (Mainz).

## Direcció d'orquestra
Eötvös va dirigir periòdicament l'Ensemble Stockhausen entre 1968 i 1976. Des de 1979 a 1991 va ser director musical de l'Ensemble InterContemporain de París, designat pel seu fundador, Pierre Boulez. Des de 1985 a 1988 va ser el principal director convidat de l'Orquestra Simfònica de la BBC. Entre 1992 i 1995 va ser el director convidat a l'Orquestra del Festival de Budapest, entre 1998 i 2001 de la Filharmònica Nacional, també de Budapest. Des de 1994 fins a 2005 va ocupar el càrrec de director titular de l'Orquestra de Cambra de la Ràdio Hilversum. Des de 2003 fins a 2005 va ser el principal director convidat de l'Orquestra Simfònica de la Ràdio de Stuttgart i des de 2009 ho va ser de l'Orquestra Simfònica de Viena. Entre el 2003 i el 2007 va ser el director convidat per al repertori modern i contemporani de l'Orquestra Simfònica de Göteborg.
Altres grans orquestres que va dirigir són la Royal Concertgebouw Orchestra, l'Orquestra de Cleveland, l'Orquestra Filharmònica de Berlín o l'Orquestra Filharmònica de Viena.

## Composició i direcció de l'òpera
Péter Eötvös va compondre nombroses òperes, a partir de 1973, començant per Harakiri. Va pujar a la fama mitjançant una adaptació del conte d'Anton Txékhov Les tres germanes el 1997 i, més recentment, amb l'adaptació de l'obra de Tony Kushner Angels in America. El 2007 va estrenar dues òperes: Lady Sarashina i El amor en los tiempos del cólera, basada en la novel·la del mateix nom, de Gabriel García Márquez.